# Extensão de tríceps

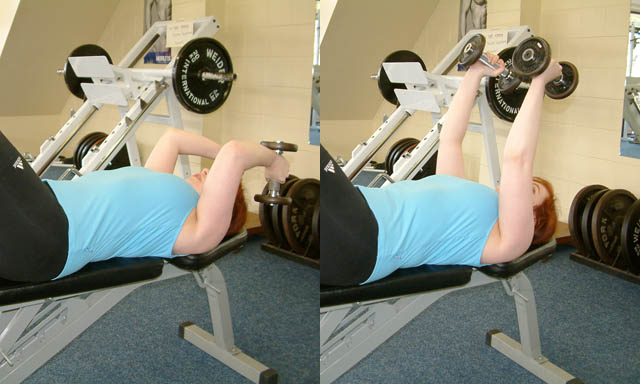
Extensão de tríceps sendo realizada com halteres

Extensão de tríceps (também conhecido como "tríceps testa") é um exercício de treinamento com pesos que trabalha a musculatura da região posterior do braço, o tríceps.